# Festival Internacional de Cine de San Sebastián 1980
La 28.ª edición del Festival Internacional de Cine de San Sebastián tuvo lugar entre el 13 y el 24 de septiembre de 1980. Por primera vez desde la edición de 1963 el Festival de San Sebastián perdió la máxima categoría A (festival competitivo no especializado) de la FIAPF, de manera que en esta edición no pudieron otorgarse premios oficiales. De hecho, la retirada de la oficialidad sumió al Festival en una grave crisis de la que no se recuperaría hasta 1986, cuando le fue reconocida de nuevo la categoría A. Se concedieron premios, pero éstos fueron extraoficiales.

## Desarrollo
Se inauguró el 13 de septiembre y el comité organizador anunció que se exhibiría un ciclo dedicado a Stanley Kubrick de 10 películas, incluida su última trabajo, The Shining. En total se proyectarían 103 películas en cuatro secciones: la oficial, arte y ensayo, Nuevos Realizadores y sección informativa. El presupuesto era de 61 millones de pesetas, 20 aportados por el Ministerio de Cultura, 10 per la consejería de cultura del Gobierno Vasco y 10 por el ayuntamiento de San Sebastián.
El día 15 es van exhibir Bizalom y Santa Esperanza de la sección oficial, F.E.N de Antonio Hernández y Io sono Anna Magnani de Chris Vermorcken, de la sección Nuevos Realizadores, Tres en raya de Francisco Romá Olcina en la sección "panorama del cinema español", Hustruer de Anja Breien y Schwarz und weiß wie Tage und Nächte de Wolfgang Petersen en la sección de arte y ensayo. En la retrospectiva no se pudieron exhibiri El beso del asesino de Kubrick porque no llegó a tiempo. Al mismo tiempo, Sean Connery excusó su asistencia porque lo tuvieron que hospitalizar. Posteriormente se exhibirían a la sección de Nuevos Realizadores A kis Valentino de András Jeles y La Femme enfant de Raphaële Billetdoux.
El día 17 se proyectó La mano negra de Fernando Colomo y Gloria de John Cassavetes en la sección oficial, Housata de Karel Smyczek y Manderley de Jesús Nicolás F. Garay en la sección de Nuevos Realizadores, La campanada de Jaime Camino a la Sección Panorama del Cinema Espanyol, Moscú no cree en las lágrimas de Vladímir Menxov y Picassos äventyr de Tage Danielsson en la sección de arte y ensayo. Per fin se inaugura la retrospectiva de Kubrick con Espartaco, y está previsto que también se exhibieran Fear and Desire, Atraco perfecti, Senderos de gloria, Lolita, Doctor Strangelove, 2001: una odisea en el el espacio, La naranja mecánica y Barry Lyndon. Visitaron el festival José Sacristán y Sancho Gracia, y se anunció la visita de Gérard Depardieu, que finalmente no vendría.
El día 19 se proyectaron Causa Králik de Jaromil Jireš y Întoarcerea lui Vodă Lăpușneanu de Malvina Urșianu, el mismo día que se tenían algunos problemas con las películas de la retrospectiva de Kubrick. Otras películas exhibidas en la sección de Nuevos Realizadores fueron Aria dla atlety del polaco Filip Bajon; la neerlandesa Opnape y Arrebato de Iván Zulueta, y dentro de "Panorama", Mater amatísima de Josep Antoni Salgot i Vila.
El día 23 se proyectaron Fontamara de Carlo Lizzani y Prostitute de Tony Garnett, en medio de las dudas sobre la continuidad del festival. El día 24 se exhibió The Shining de Kubrick y se entregaron los premios.

## Jurados
Premio de la Crítica Internacionalperiodistas acreditados.
Jurado Nuevos Realizadores
- José María Berzosa
- Julio Diamante
- Mike Hodges
- Janusz Kijowski
- Elio Petri

## Películas

### Programa Oficial
Las 22 películas siguientes fueron presentadas en el programa oficial:
| Título en España          | Título original                 | Director(es)          | País           |
| ------------------------- | ------------------------------- | --------------------- | -------------- |
| Atlantic City             | Atlantic City                   | Louis Malle           | EE. UU.        |
| Bizalom                   | Bizalom                         | István Szabó          | Hungría        |
| Bom Povo Português        | Bom Povo Português              | Rui Simões            | Portugal       |
| Causa Králik              | Causa Králik                    | Jaromil Jireš         | Checolosvaquia |
| Con el culo al aire       | Con el culo al aire             | Carles Mira           | España         |
| El director de orquesta   | Dyrygent                        | Andrzej Wajda         | Polonia        |
| El hombre de moda         | El hombre de moda               | Fernando Méndez-Leite | España         |
| El nido                   | El nido                         | Jaime de Armiñán      | España         |
| Fama                      | Fame                            | Alan Parker           | EE. UU.        |
| Fontamara                 | Fontamara                       | Carlo Lizzani         | Italia         |
| Gloria                    | Gloria                          | John Cassavetes       | EE. UU.        |
| El misterio de Oberwald   | Întoarcerea lui Vodă Lăpușneanu | Malvina Urșianu       | Rumanía        |
| La banquera               | La Banquière                    | Francis Girod         | Francia        |
| La mano negra             | La mano negra                   | Fernando Colomo       | España         |
| Manuel                    | Manuel                          | Alfredo J. Anzola     | Venezuela      |
| Mi tío de América         | Mon oncle d'Amérique            | Alain Resnais         | Francia        |
| Oficio de tinieblas       | Oficio de tinieblas             | Archibaldo Burns      | México         |
| Phobia                    | Phobia                          | John Huston           | EE. UU.        |
| Prostitute                | Prostitute                      | Tony Garnett          | Reino Unido    |
| República dos Assassinos  | República dos Assassinos        | Miguel Faria Jr.      | Portugal       |
| Santa Esperanza           | Santa Esperanza                 | Sebastián Alarcón     | URSS           |
| Encuentro en el Atlántico | Spotkanie na Atlantyku          | Jerzy Kawalerowicz    | Polonia        |

### Fuera de concurso
| Título original                 | Director(es)                  | País        |
| ------------------------------- | ----------------------------- | ----------- |
| Euskadi a Catalunya             | Mauro Azkona                  | España      |
| Frente a frente                 | Mauro Azkona                  | España      |
| Ambiente crítico                | Jorge Sáenz Calero            | Colombia    |
| Ángela                          | Jorge Sáenz Calero            | Colombia    |
| Black angel (corto)             | Roger Christian               | Reino Unido |
| Circo das Ilusões               | Marcelo Taranto               | Portugal    |
| Donde Habite El Olvido          | Antonio Flores Martínez       | España      |
| Hazard                          | Janusz Stoklosa               | Polonia     |
| Historia de Ana                 | Antonio Flores Martínez       | España      |
| Hlavy                           | Petr Sís                      | Hungría     |
| Ikuska 6                        | Juan Bautista Berasategui     | España      |
| Kanon                           | Janusz Sijka                  | Hungría     |
| Las hojas secas (corto)         | Francisco Avizanda            | España      |
| Los genicuales entre paréntesis | Juan Antonio Cadenas          | España      |
| Miedo en el espejo              | Jaime Humberto Hermosillo     | España      |
| Navda                           | Guillermo Suso                | España      |
| Nostalgia de comedia muda       | Antonio Navarro, Javier Reyes | España      |
| Riblje oko                      | Josko Marusic                 | España      |
| Tiro de gracia                  | Rafael Moleón                 | España      |
| Alfonso Sánchez                 | José Luis Garci               | España      |

### Nuevos Realizadores[11]
| Título original                           | Director(es)                         | País           |
| ----------------------------------------- | ------------------------------------ | -------------- |
| A kis Valentinó                           | András Jeles                         | Hungría        |
| Aria for an Athlete                       | Filip Bajon                          | Polonia        |
| Arrebato                                  | Iván Zulueta                         | España         |
| Babylon                                   | Franco Rosso                         | Reino Unido    |
| Der erste Schnee                          | Walter Weber                         | España         |
| Die Kinder aus Nr. 67                     | Usch Barthelmeß-Weller, Werner Meyer | RFA            |
| F.E.N.                                    | Antonio Hernández                    | España         |
| Gaijin - Os Caminhos da Liberdade         | Tizuka Yamasaki                      | Brasil         |
| Golem                                     | Piotr Szulkin                        | Polonia        |
| Hazal                                     | Ali Özgentürk                        | Turquía        |
| Housata                                   | Karel Smyczek                        | Checoslovaquia |
| Il mondo degli ultimi                     | Gian Butturini                       | Italia         |
| Yo soy Anna Magnani                       | Chris Vermorcken                     | Francia        |
| La femme enfant                           | Raphaële Billetdoux                  | Francia        |
| Manderley                                 | Jesús Garay                          | España         |
| Opname                                    | Marja Kok, Erik van Zuylen           | Países Bajos   |
| Pepi, Luci, Bom y otras chicas del montón | Pedro Almodóvar                      | España         |
| Porque llegaron las fiestas               | Jesús Sastre                         | España         |
| Reencuentro                               | Jorge Sáenz Calero                   | Colombia       |
| Sabino Arana                              | Pedro Sota                           | España         |
| The outsider                              | Tony Luraschi                        | Irlanda        |
| Un saco bello                             | Carlo Verdone                        | Italia         |
| Viva la clase media                       | José María González Sinde            | España         |

### Panorama del cine español[12]
| Título original                                   | Director(es)                     |
| ------------------------------------------------- | -------------------------------- |
| Cinematógrafo 1900 (Homenaje a Segundo de Chomón) | Juan Gabriel Tharrats            |
| Cuentos eróticos                                  | Diversos autores                 |
| Cuentos para una escapada                         | Diversos autores                 |
| El desván de la fantasía                          | José Ramón Sánchez, Cruz Delgado |
| La campanada                                      | Jaime Camino                     |
| La capilla ardiente                               | Carlos Puerto                    |
| La muchacha de las bragas de oro                  | Vicente Aranda                   |
| Mater amatísima                                   | José Antonio Salgot              |
| Morir de miedo                                    | Juan José Porto                  |
| Otra vez adiós                                    | Miguel Ángel Rivas               |
| Tres en raya                                      | Francisco Roma                   |

## Retrospectiva
Se realizaron dos retrospectivas. Una a la obra de Stanley Kubrick y otra a la del director español José María Berzosa.

## Palmarés
Ganadores de la Sección no oficial del 28.º Festival Internacional de Cine de San Sebastián de 1980:
- Premio de la Crítica Internacional: Dyrygent de Andrzej Wajda ( Polonia)
- Premio Donostia para Nuevos Realizadores: Hazal  de Ali Özgentürk
- Premio Néstor Basterretxea a la mejor fotografía: Golem de Piotr Szulkin